# Жіноча збірна Португалії з футболу
Жіноча збірна Португалії з футболу — національна збірна команда Португалії з жіночого футболу, якою керує Португальська футбольна федерація.

## Статистика виступів

### Чемпіонат світу
| Досягнення на чемпіонатах світу | Досягнення на чемпіонатах світу | Досягнення на чемпіонатах світу | Досягнення на чемпіонатах світу | Досягнення на чемпіонатах світу | Досягнення на чемпіонатах світу | Досягнення на чемпіонатах світу | Досягнення на чемпіонатах світу |                        | Кваліфікації чемпіонату світу | Кваліфікації чемпіонату світу | Кваліфікації чемпіонату світу | Кваліфікації чемпіонату світу | Кваліфікації чемпіонату світу | Кваліфікації чемпіонату світу |
| Рік                             | Раунд                           | Іг                              | В                               | Н*                              | П                               | ЗМ                              | ПМ                              | Іг                     | В                             | Н*                            | П                             | ЗМ                            | ПМ                            |                               |
| ------------------------------- | ------------------------------- | ------------------------------- | ------------------------------- | ------------------------------- | ------------------------------- | ------------------------------- | ------------------------------- | ---------------------- | ----------------------------- | ----------------------------- | ----------------------------- | ----------------------------- | ----------------------------- | ----------------------------- |
| 1991                            | Не кваліфікувався               | Не кваліфікувався               | Не кваліфікувався               | Не кваліфікувався               | Не кваліфікувався               | Не кваліфікувався               | Не кваліфікувався               | Не кваліфікувався      | Чемпіонат Європи 1991         | Чемпіонат Європи 1991         | Чемпіонат Європи 1991         | Чемпіонат Європи 1991         | Чемпіонат Європи 1991         | Чемпіонат Європи 1991         |
| 1995                            | Не кваліфікувався               | Не кваліфікувався               | Не кваліфікувався               | Не кваліфікувався               | Не кваліфікувався               | Не кваліфікувався               | Не кваліфікувався               | Не кваліфікувався      | Чемпіонат Європи 1995         | Чемпіонат Європи 1995         | Чемпіонат Європи 1995         | Чемпіонат Європи 1995         | Чемпіонат Європи 1995         | Чемпіонат Європи 1995         |
| 1999                            | Не кваліфікувався               | Не кваліфікувався               | Не кваліфікувався               | Не кваліфікувався               | Не кваліфікувався               | Не кваліфікувався               | Не кваліфікувався               | Не кваліфікувався      | 6                             | 2                             | 0                             | 4                             | 4                             | 15                            |
| 2003                            | Не кваліфікувався               | Не кваліфікувався               | Не кваліфікувався               | Не кваліфікувався               | Не кваліфікувався               | Не кваліфікувався               | Не кваліфікувався               | Не кваліфікувався      | 6                             | 1                             | 1                             | 4                             | 4                             | 26                            |
| 2007                            | Не кваліфікувався               | Не кваліфікувався               | Не кваліфікувався               | Не кваліфікувався               | Не кваліфікувався               | Не кваліфікувався               | Не кваліфікувався               | Не кваліфікувався      | 8                             | 0                             | 0                             | 8                             | 4                             | 31                            |
| 2011                            | Не кваліфікувався               | Не кваліфікувався               | Не кваліфікувався               | Не кваліфікувався               | Не кваліфікувався               | Не кваліфікувався               | Не кваліфікувався               | Не кваліфікувався      | 8                             | 4                             | 0                             | 4                             | 17                            | 10                            |
| 2015                            | Не кваліфікувався               | Не кваліфікувався               | Не кваліфікувався               | Не кваліфікувався               | Не кваліфікувався               | Не кваліфікувався               | Не кваліфікувався               | Не кваліфікувався      | 10                            | 4                             | 0                             | 6                             | 19                            | 21                            |
| 2019                            | Не кваліфікувався               | Не кваліфікувався               | Не кваліфікувався               | Не кваліфікувався               | Не кваліфікувався               | Не кваліфікувався               | Не кваліфікувався               | Не кваліфікувався      | 8                             | 3                             | 2                             | 3                             | 22                            | 8                             |
| 2023                            | Груповий етап                   | 3                               | 1                               | 1                               | 1                               | 2                               | 1                               | 13                     | 10                            | 1                             | 2                             | 34                            | 12                            |                               |
| 2027                            | Буде визначено пізніше          | Буде визначено пізніше          | Буде визначено пізніше          | Буде визначено пізніше          | Буде визначено пізніше          | Буде визначено пізніше          | Буде визначено пізніше          | Буде визначено пізніше | Буде визначено пізніше        | Буде визначено пізніше        | Буде визначено пізніше        | Буде визначено пізніше        | Буде визначено пізніше        | Буде визначено пізніше        |
| 2031                            | Буде визначено пізніше          | Буде визначено пізніше          | Буде визначено пізніше          | Буде визначено пізніше          | Буде визначено пізніше          | Буде визначено пізніше          | Буде визначено пізніше          | Буде визначено пізніше | Буде визначено пізніше        | Буде визначено пізніше        | Буде визначено пізніше        | Буде визначено пізніше        | Буде визначено пізніше        | Буде визначено пізніше        |
| 2035                            | Буде визначено пізніше          | Буде визначено пізніше          | Буде визначено пізніше          | Буде визначено пізніше          | Буде визначено пізніше          | Буде визначено пізніше          | Буде визначено пізніше          | Буде визначено пізніше | Буде визначено пізніше        | Буде визначено пізніше        | Буде визначено пізніше        | Буде визначено пізніше        | Буде визначено пізніше        | Буде визначено пізніше        |
| Всього                          | 1/9                             | 3                               | 1                               | 1                               | 1                               | 2                               | 1                               | 59                     | 24                            | 4                             | 31                            | 104                           | 138                           |                               |

*До нічиї зараховують результати післяматчевих пенальті.

### Чемпіонат Європи
| Досягнення чемпіонату Європи | Досягнення чемпіонату Європи | Досягнення чемпіонату Європи | Досягнення чемпіонату Європи | Досягнення чемпіонату Європи | Досягнення чемпіонату Європи | Досягнення чемпіонату Європи | Досягнення чемпіонату Європи |                   | Кваліфікації чемпіонату Європи | Кваліфікації чемпіонату Європи | Кваліфікації чемпіонату Європи | Кваліфікації чемпіонату Європи | Кваліфікації чемпіонату Європи | Кваліфікації чемпіонату Європи |
| Рік                          | Раунд                        | Іг                           | В                            | Н*                           | П                            | ЗМ                           | ПМ                           | Іг                | В                              | Н*                             | П                              | ЗМ                             | ПМ                             |                                |
| ---------------------------- | ---------------------------- | ---------------------------- | ---------------------------- | ---------------------------- | ---------------------------- | ---------------------------- | ---------------------------- | ----------------- | ------------------------------ | ------------------------------ | ------------------------------ | ------------------------------ | ------------------------------ | ------------------------------ |
| 1984                         | Не кваліфікувався            | Не кваліфікувався            | Не кваліфікувався            | Не кваліфікувався            | Не кваліфікувався            | Не кваліфікувався            | Не кваліфікувався            | Не кваліфікувався | 6                              | 0                              | 2                              | 4                              | 1                              | 10                             |
| 1987                         | Не брав участь               | Не брав участь               | Не брав участь               | Не брав участь               | Не брав участь               | Не брав участь               | Не брав участь               | Не брав участь    | Не брав участь                 | Не брав участь                 | Не брав участь                 | Не брав участь                 | Не брав участь                 | Не брав участь                 |
| 1989                         | Не брав участь               | Не брав участь               | Не брав участь               | Не брав участь               | Не брав участь               | Не брав участь               | Не брав участь               | Не брав участь    | Не брав участь                 | Не брав участь                 | Не брав участь                 | Не брав участь                 | Не брав участь                 | Не брав участь                 |
| 1991                         | Не брав участь               | Не брав участь               | Не брав участь               | Не брав участь               | Не брав участь               | Не брав участь               | Не брав участь               | Не брав участь    | Не брав участь                 | Не брав участь                 | Не брав участь                 | Не брав участь                 | Не брав участь                 | Не брав участь                 |
| 1993                         | Не брав участь               | Не брав участь               | Не брав участь               | Не брав участь               | Не брав участь               | Не брав участь               | Не брав участь               | Не брав участь    | Не брав участь                 | Не брав участь                 | Не брав участь                 | Не брав участь                 | Не брав участь                 | Не брав участь                 |
| 1995                         | Не брав участь               | Не брав участь               | Не брав участь               | Не брав участь               | Не брав участь               | Не брав участь               | Не брав участь               | Не брав участь    | 6                              | 3                              | 0                              | 3                              | 13                             | 11                             |
| 1997                         | Не брав участь               | Не брав участь               | Не брав участь               | Не брав участь               | Не брав участь               | Не брав участь               | Не брав участь               | Не брав участь    | 8                              | 2                              | 0                              | 6                              | 5                              | 26                             |
| 2001                         | Не брав участь               | Не брав участь               | Не брав участь               | Не брав участь               | Не брав участь               | Не брав участь               | Не брав участь               | Не брав участь    | 8                              | 2                              | 1                              | 5                              | 5                              | 17                             |
| 2005                         | Не брав участь               | Не брав участь               | Не брав участь               | Не брав участь               | Не брав участь               | Не брав участь               | Не брав участь               | Не брав участь    | 8                              | 1                              | 0                              | 7                              | 5                              | 42                             |
| 2009                         | Не брав участь               | Не брав участь               | Не брав участь               | Не брав участь               | Не брав участь               | Не брав участь               | Не брав участь               | Не брав участь    | 8                              | 0                              | 2                              | 6                              | 4                              | 18                             |
| 2013                         | Не брав участь               | Не брав участь               | Не брав участь               | Не брав участь               | Не брав участь               | Не брав участь               | Не брав участь               | Не брав участь    | 8                              | 2                              | 0                              | 6                              | 16                             | 13                             |
| 2017                         | Груповий етап                | 3                            | 1                            | 0                            | 2                            | 3                            | 5                            | 10                | 4                              | 3                              | 3                              | 16                             | 12                             |                                |
| 2022                         | Груповий етап                | 3                            | 0                            | 1                            | 2                            | 4                            | 10                           | 10                | 6                              | 2                              | 2                              | 10                             | 3                              |                                |
| 2025                         | Груповий етап                | 3                            | 0                            | 1                            | 2                            | 2                            | 8                            | 10                | 8                              | 2                              | 0                              | 25                             | 5                              |                                |
| Всього                       | 3/14                         | 9                            | 1                            | 2                            | 5                            | 9                            | 23                           | 76                | 28                             | 10                             | 38                             | 108                            | 147                            |                                |

*В колонку нічиї включені матчі плей-оф, які увійшли до післяматчевих пенальті.
*Починаючи з відбору на Євро-2025 було запроваджено новий формат кваліфікації, пов'язаний з Лігою націй серед жінок, де команди поділяються на ліги з підвищенням/вильотом між лігами в кінці кожного циклу.

### Кубок Алгарве
Кубок Алгарве — це міжнародний турнір для жіночих команд, який організовує Португальська футбольна федерація (FPF). Проводиться щорічно в регіоні Алгарве в 1994 року, одне з найпрестижніших змагань у жіночому футболу, разом з жіночим чемпіонатом світу та жіночим Олімпійським футбольним турніром.
| Рік     | Результат | Матчі | Перемоги | Нічиї | Поразки | ЗМ | ПМ  |
| ------- | --------- | ----- | -------- | ----- | ------- | -- | --- |
| 1994    | 5-е/6     | 3     | 1        | 0     | 2       | 2  | 8   |
| 1995    | 8-е/8     | 4     | 0        | 0     | 4       | 1  | 14  |
| 1996    | 7-е/8     | 4     | 1        | 0     | 3       | 4  | 10  |
| 1997    | 8-е/8     | 4     | 0        | 1     | 3       | 0  | 8   |
| 1998    | 8-е/8     | 4     | 0        | 1     | 3       | 3  | 8   |
| 1999    | 7-е/8     | 4     | 1        | 1     | 2       | 2  | 10  |
| 2000    | 8-е/8     | 4     | 0        | 0     | 4       | 1  | 17  |
| 2001    | 8-е/8     | 4     | 0        | 0     | 4       | 3  | 11  |
| 2002    | 11-е/12   | 4     | 1        | 0     | 3       | 6  | 10  |
| 2003    | 10-е/12   | 4     | 1        | 2     | 1       | 5  | 5   |
| 2004    | 10-е/12   | 4     | 2        | 0     | 2       | 7  | 4   |
| 2005    | 11-е/12   | 4     | 1        | 0     | 3       | 5  | 9   |
| 2006    | 11-е/11   | 2     | 0        | 0     | 2       | 0  | 7   |
| 2007    | 12-е/12   | 4     | 0        | 2     | 2       | 2  | 7   |
| 2008    | 10-е/12   | 4     | 2        | 1     | 1       | 6  | 5   |
| 2009    | 8-е/12    | 4     | 3        | 1     | 0       | 6  | 3   |
| 2010    | 10-е/12   | 4     | 2        | 1     | 1       | 7  | 4   |
| 2011    | 9-е/12    | 4     | 2        | 2     | 0       | 6  | 3   |
| 2012    | 10-е/12   | 4     | 2        | 0     | 2       | 6  | 3   |
| 2013    | 11-е/12   | 4     | 1        | 1     | 2       | 3  | 6   |
| 2014    | 12-е/12   | 4     | 1        | 0     | 3       | 5  | 9   |
| 2015    | 11-е/12   | 4     | 0        | 2     | 2       | 5  | 9   |
| 2016    | 8-е/8     | 4     | 0        | 0     | 4       | 2  | 8   |
| 2017    | 12-е/12   | 4     | 0        | 1     | 3       | 0  | 9   |
| 2018    | 3-є/12    | 4     | 3        | 1     | 0       | 6  | 2   |
| 2019    | 12-е/12   | 3     | 1        | 0     | 2       | 4  | 8   |
| 2020    | 8-е/8     | 3     | 0        | 0     | 3       | 1  | 5   |
| Загалом | -         | 103   | 25       | 17    | 61      | 95 | 198 |